# Garage Punk Unknowns
Garage Punk Unknowns es una colección recopilatoria de ocho volúmenes que recoge una amplia lista de canciones Garage Rock y Garage Punk de la década de los años 60. Fue lanzada entre los años 1985 y 1986. La mayoría de las bandas y de los temas presentados pasaron desapercibidos y son relativamente desconocidos por el público, sin embargo sentaron las bases de un género cargado de energía, pasión, originalidad y fuerza, que dejó huella en la historia de la música Rock.

## Volumen 1
1. The King-Beezz – Now
2. Ravens - Sleepless Nights
3. Lost Generation - I'd Gladly Pay
4. The End - Not Fade Away
5. The Primates - Don't Press Your Luck
6. Big Beats – Beware
7. The Chasers - Hey Little Girl
8. Fink Muncx 4 - Coffee, Tea Or Me
9. The Teddy Boys – Jezebel
10. The Blue Crystals - Be-Bop-A-Lula
11. Bobby Roberts & The Ravons - How Can I Make Her Mine
12. Temptations - Hey Bo Diddley
13. Undecided? - Make Her Cry
14. The Cirkyt - That's The Way Life Is
15. The Avengers - I Told You So
16. The Lincolns - We Got Some

## Volumen 2
1. The King-Beezz - I Gotta Move
2. The Brymers – Sacrifice
3. Hard Times - I Can't Wait Til Friday Comes
4. The Torquays - Harmonica Man (From London Town)
5. The Ceeds - You Won't Do That
6. The English Setters - It Shouldn't Happen To A Dog
7. Brothers & Sisters - And I Know
8. The Trademarks - If I Was Gone
9. Kempy & The Guardians - Love For A Price
10. Night Riders - Don't Say
11. Chargers – Taxi
12. The Landels - The Witch
13. Five More - I'm No Good
14. Big Beats - I Need You
15. Danny & The Other Guys - Hard Times
16. The Savages - Roses Are Red My Love

## Volumen 3
1. The Vandals - I Saw Her In A Mustang
2. De Maskers - Three's A Crowd
3. Shawkey Se'au & The Muffins - Just One More Time
4. Jay-Bees - Good Times
5. The Avengers – Shipwrecked
6. Motor City Bonnevilles - Make Up Your Mind
7. The Odds & Ends - Be Happy Baby
8. High Numbers - I'm A Man
9. Lost Ones - I Can't Believe You
10. The Lost Souls - My Girl
11. The Seventh Cinders - You Take Me For Rides
12. Rollin' Ramsaxes - You've Hurt Me So
13. Tremors - Wondering Why
14. The Jay-Jays - I Keep Tryin'

## Volumen 4
1. Ardels - Piece Of Jewelry
2. The Odds & Ends - Cause You Don't Love Me
3. The English Setters - Someday You'll See
4. Galaboochees - It'll Never Work Out
5. Brothers Grim - You'll Never Be Mine
6. The Wooly Ones - Put Her Down
7. Sultans 5 - You Know You Know
8. We The People - My Brother, The Man
9. The Belles – Melvin
10. Los Rockin' Devils – Gloria
11. The Torquays - Stolen Moments
12. The Muleskinners - Need Your Lovin'
13. The Mo-Shuns - What Can I Say
14. The Dirty Shames - Makin' Love
15. The G's - There's A Time
16. The Fabulous Pharaohs - Church Key

## Volumen 5
1. The Individuals - I Really Do
2. The Levis - Hear What I Say
3. S.J. & The Crossroads - The Darkest Hour
4. Gaylon Ladd - Her Loving Way
5. The Sheppards - When Johnny Comes Marching Home
6. The King-Beezz - Found & Lost
7. The King-Beezz - Can't Explain
8. Huns - Destination Lonely
9. Vydels - What I'm Gonna Do
10. The Little Boy Blues - You Don't Love Me
11. The Munks - Long Time Waiting
12. The Montanas - That's When Happiness Began
13. Nobody's Children - Jungo Partner (A Worthless Cajun)
14. Missing Links - Where Were You Last Night
15. Shadows 5 - Gathers No Moss
16. The Human Beings - An Inside Look
17. The Breakers - She's Bound To Put You Down
18. Boss Tweeds - Lil' Bad News

## Volumen 6
1. The Scotsmen - Beer Bust Blues
2. The Miller Brothers - Jump Jack Jump
3. Rick & The Riots - Big Murph
4. Florian Monday & His Mondos – Mondo
5. The Druids - Jelly Belly
6. Judge 'N' Jury – Roaches
7. Hurricanes - Wisdom's 5th Take
8. Morgus & The Daringers – Werewolf
9. Mike Evans - Gruesome
10. Eddie & The Showmen - Squad Car
11. Blazers - Beaver Patrol
12. Five More – Avalanche
13. Impact 5 – Riptide
14. Gene Gray & The Stingrays - Surfer's Mood
15. Centuries - The Fourth Dimension
16. The Motivations - The Birds
17. Caps - Red Headed Flea
18. The Atlantics - War Of The Worlds

## Volumen 7
1. Spider & The Mustangs - So Long Child
2. The Nickel Bag - Come On Back
3. Enchanters 4 - Lost You
4. Londons - Old Man - A Thing Of Age
5. The Traits - High On A Cloud
6. Thursday's Children - Help Murder Police
7. The Counts - Night Of Misery
8. The Ambertones - I Can Only Give You Everything
9. The English Setters - Tragedy
10. Danny & The Sessions – Mojo
11. Dicky Treadway & The Salados - 1 To 10
12. Grapes Of Wrath - Cause It Was Her
13. Thee Saints & The Prince Of Darkness - Hey Girl!
14. The Inmates - You Tell Lies
15. Echos - Every Second Day
16. The Apostles - You Really Got Me
17. 006 - Like What, Me Worry
18. The Jades - I Ain't Got You

## Volumen 8
1. The Uprisers - Let Me Take You Down
2. Chris Allen & The Good-Timers - My Imagination
3. The Serfmen - Chills & Fever
4. The Gee Tee's - Put You Down
5. The Riots - I Can Go On
6. The Village Outcast - Under My Thumb
7. P.B. & The Staunchmen - Mean Willy
8. The Marauders – Warning
9. The Spirits - Almost There
10. Senders - Party Line
11. Beethoven 4 - Sets My Soul On Fire
12. Jim Whelan & The Beau Havens - Feel So Good
13. Something Else - I Can't Believe
14. Cosmic Tones - Gonna Build Me A Woman
15. Souls Of Britton - J.J. (Come Back To Me)
16. The Epics - Humpty Dumpty
17. The Canadian Rogues - You Better Stop
18. Apollo's Apaches - Why Tolerate